# Critères de systèmes de vote
 (février 2011).
Si vous disposez d'ouvrages ou d'articles de référence ou si vous connaissez des sites web de qualité traitant du thème abordé ici, merci de compléter l'article en donnant les références utiles à sa vérifiabilité et en les liant à la section « Notes et références ».
Lors du choix d'un système de vote, il est important de déterminer les avantages et les inconvénients de ce système en rapport à la fonction du vote. C'est la raison pour laquelle ont été développés des critères de systèmes de vote.  Aucun système de vote ne peut remplir la totalité de ces critères, dès lors qu'il existe au moins 3 options. Le théorème d'impossibilité d'Arrow, par exemple, établit qu'il n'est pas possible de trouver un système de vote satisfaisant les cinq premiers critères cités ici. C'est donc à l'organisme organisant les élections de déterminer quels sont les critères que le système de vote doit absolument respecter et quels sont ceux qui peuvent être laissés de côté, en analysant le sens de ce critère.

## Critères d'Arrow
Lorsque les individus classent les options entre elles, et pour au moins trois options et deux individus, il n'existe pas de fonction de choix social qui respecte simultanément les cinq critères suivants :

### Critère de non-dictature
Les préférences d'un individu seul ne doivent pas déterminer le choix collectif.

### Critère de totalité
Toutes les propositions possibles doivent avoir une chance d'être adoptées.

### Critère d'universalité
La procédure doit donner un résultat sur l'ensemble des configurations : on doit toujours pouvoir déduire une volonté collective à partir des volontés individuelles.

### Critère d'unanimité
Si un candidat est préféré par la totalité des votants, il doit être le gagnant.

### Critère d'indépendance
L'introduction d'un candidat supplémentaire ne doit pas modifier l'ordre relatif existant entre les autres candidats dans chaque bulletin.
Ce dernier critère est celui dont la pertinence est la plus contestée. Il existe des fonctions de choix social qui respectent simultanément les quatre premiers critères et une version plus souple du cinquième. Il existe aussi des systèmes de vote qui respectent ces cinq critères mais qui reposent sur un vote par valeurs plutôt que sur un vote par classement, de sorte que le théorème d'Arrow ne s'y applique pas ; c'est notamment le cas des méthodes de meilleure médiane.

## Critère de Condorcet
Dans des bulletins avec classement des candidats, s'il existe un gagnant de Condorcet, c’est-à-dire un candidat qui, confronté à tout autre candidat, est toujours le gagnant, alors ce candidat doit être élu.
- Respectent ce critère : la méthode Black, méthode de Borda par éliminations, la méthode de Dodgson, la méthode de Kemeny-Young, la méthode Nanson, la méthode d'élimination par paire, la méthode Condorcet avec rangement des paires par ordre décroissant, la méthode Schulze, la somme des défaites.
- Ne respectent pas ce critère : la méthode Borda, la méthode Bucklin, la méthode de Coombs, les méthodes de meilleure médiane, le vote alternatif, le scrutin uninominal majoritaire à deux tours, le jugement majoritaire.

## Critère du perdant de Condorcet
Dans des bulletins avec classement des candidats, s'il existe un perdant de Condorcet, c’est-à-dire un candidat qui confronté à tout autre candidat est toujours le perdant, alors ce candidat ne doit pas être élu.
- Respectent ce critère : la méthode Borda, la méthode Black, la méthode d'élimination de Borda, la méthode de Coombs, le vote alternatif, la méthode de Kemeny-Young, la méthode Nanson, la méthode d'élimination par paire, la méthode Condorcet avec rangement des paires par ordre décroissant, la méthode Schulze, la méthode du min-max de Smith.
- Ne respectent pas ce critère : la méthode Bucklin, la méthode de Dodgson, les méthodes de meilleure médiane, la méthode du min-max, la somme des défaites.

## Critère de cohérence
Si les bulletins sont partagés en deux groupes et si un candidat est le gagnant dans chaque groupe, il doit être le gagnant des élections.
- Respectent ce critère : le vote par approbation, la méthode Borda, le vote pondéré, le vote cumulatif et le vote par valeurs.
- Ne respectent pas ce critère : la méthode Black, la méthode d'élimination de Borda, la méthode Bucklin, la méthode de Coombs, la méthode de Dodgson, la méthode de Kemeny-Young, le vote alternatif, la méthode du min-max, la méthode Nanson, la méthode d'élimination par paire, la méthode Condorcet avec rangement des paires par ordre décroissant, la méthode Schulze, la méthode du min-max de Smith, la somme des défaites.

## Critère des clones
Un ensemble de clones est un ensemble de candidats tel que tout autre candidat se situe, pour chaque électeur, ou bien avant tous les clones, ou bien après tous les clones. Un ensemble de clones ne peut pas contenir tous les candidats. 
Critère des clones : si dans un ensemble de clones, on élimine un candidat, si l'ancien gagnant était dans cet ensemble de clones, le nouveau gagnant doit y rester et si l'ancien gagnant n'était pas dans l'ensemble de clones, il doit rester le gagnant.
- Respectent ce critère : le vote par approbation, le vote pondéré, la méthode d'élimination par paire, la méthode Condorcet avec rangement des paires par ordre décroissant, la méthode Schulze, le vote alternatif et le vote par valeurs.
- Ne respectent pas ce critère : la méthode Black, la méthode Borda, la méthode d'élimination de Borda, la méthode Bucklin, la méthode de Coombs, la méthode de Dodgson, la méthode de Kemeny-Young, la méthode du min-max, la méthode Nanson, la méthode du min-max de Smith, la somme des défaites.

## Critères d'indépendance

### globale
Si, dans une élection où X est gagnant, on ajoute un nouveau candidat Y, le nouveau gagnant ne peut être que X ou Y.

### locale
ou indifférence aux options les moins pertinentes (en anglais : Local independence from irrelevant alternative).
L'ensemble de Smith est le plus petit ensemble de candidats qui gagnent contre tous les candidats hors de l'ensemble.
Critère d'indépendance locale : le gagnant ne change pas si on ajoute un candidat qui n'est pas dans l'ensemble de Smith. 
- Respectent ce critère : les méthodes de meilleure médiane, la méthode de Kemeny-Young, la méthode d'élimination par paire, la méthode Condorcet avec rangement des paires par ordre décroissant, la méthode Schulze, la méthode du min-max de Smith.
- Ne respectent pas ce critère : la méthode Black, la méthode Borda, la méthode d'élimination de Borda, la méthode Bucklin, la méthode de Coombs, la méthode de Dodgson, le vote alternatif, la méthode du min-max, la méthode Nanson, la somme des défaites.

## Critère de participation
Si X est gagnant et que l'on rajoute des bulletins dans lesquels X est toujours mieux placé que Y, Y ne doit pas être le nouveau vainqueur.
- Respectent ce critère : le vote cumulatif et le vote par valeurs.
- Ne respectent pas ce critère :

## Critère de la majorité
Si un candidat est placé premier dans plus de la moitié des bulletins, il doit être élu. 
- Respectent ce critère : la méthode Black, la méthode d'élimination de Borda, la méthode de Coombs, la méthode de Dodgson, le vote alternatif, la méthode de Kemeny-Young, les méthodes de meilleure médiane, la méthode Nanson, la méthode d'élimination par paire, la méthode Condorcet avec rangement des paires par ordre décroissant, la méthode Schulze, la méthode du min-max de Smith, la somme des défaites.
- Ne respectent pas ce critère : la méthode Borda, le vote par valeurs.

## Critère de monotonie
Si un candidat n'est pas gagnant et si on le rétrograde dans certains bulletins sans modifier l'ordre relatif des autres candidats alors il ne doit pas pouvoir gagner.
- Respectent ce critère : les méthodes de meilleure médiane, le vote par approbation, le vote pondéré, la méthode Black, la méthode Borda, la méthode Bucklin, la méthode de Kemeny-Young, , la méthode Condorcet avec rangement des paires par ordre décroissant, la méthode Schulze, la méthode du min-max de Smith, la somme des défaites, le vote cumulatif et le vote par valeurs.
- Ne respectent pas ce critère : le scrutin uninominal majoritaire à deux tours, la méthode d'élimination de Borda, la méthode de Coombs, la méthode de Dodgson, le vote alternatif, , la méthode Nanson, la méthode d'élimination par paire.

## Critère de majorité mutuelle
S'il existe un ensemble de candidats qui sont placés avant les autres dans plus de la moitié des bulletins, le gagnant doit faire partie de cet ensemble.
- Respectent ce critère : la méthode d'élimination de Borda, la méthode Bucklin, la méthode de Coombs, le vote alternatif, la méthode de Kemeny-Young, la méthode Nanson, la méthode d'élimination par paire, la méthode Condorcet avec rangement des paires par ordre décroissant, la méthode Schulze, la méthode du min-max de Smith.
- Ne respectent pas ce critère : la méthode Black, la méthode Borda, la méthode de Dodgson, la méthode du min-max, la somme des défaites.

## Critère de Pareto
Si le candidat X est placé, dans tous les bulletins, derrière le candidat Y, alors il ne peut pas gagner. 
- Respectent ce critère : la méthode Borda, la méthode Black, la méthode Bucklin, la méthode d'élimination de Borda, la méthode de Coombs, la méthode de Dodgson, la méthode de Kemeny-Young, les méthodes de meilleure médiane, le vote alternatif, la méthode Nanson, la méthode du min-max, la méthode du min-max de Smith, la méthode d'élimination par paire, la méthode Condorcet avec rangement des paires par ordre décroissant, la méthode Schulze, la somme des défaites, le vote par approbation, le vote pondéré et le vote par valeurs.
- Ne respectent pas ce critère :

## Critère de symétrie par inversion
Si un candidat est gagnant et si on range, dans chaque bulletin, les candidats dans l'ordre inverse, ce même candidat doit perdre. 
- Respectent ce critère : le vote par approbation, le vote pondéré, la méthode Black, la méthode Borda, la méthode de Kemeny-Young, la méthode Nanson, la méthode Condorcet avec rangement des paires par ordre décroissant, la méthode Schulze, le vote cumulatif et le vote par valeurs.
- Ne respectent pas ce critère : la méthode d'élimination de Borda, la méthode Bucklin, la méthode de Coombs, la méthode de Dodgson, le vote alternatif, la méthode du min-max, la méthode d'élimination par paire, la méthode du min-max de Smith, la somme des défaites.

## Critère de préférence secrète
Si un candidat gagne et que l'on modifie les ordres de préférence dans les bulletins derrière le candidat gagnant, celui-ci doit rester gagnant. 
- Respecte ce critère : le vote alternatif.
- Ne respectent pas ce critère : la méthode Black, la méthode Borda, la méthode d'élimination de Borda, la méthode Bucklin, la méthode de Coombs, la méthode de Dodgson, la méthode de Kemeny-Young, la méthode du min-max, la méthode Nanson, la méthode d'élimination par paire, la méthode Condorcet avec rangement des paires par ordre décroissant, la méthode Schulze, la méthode du min-max de Smith, la somme des défaites.

## Critère de Smith
L'ensemble de Smith est le plus petit ensemble de candidats qui gagnent contre tous les candidats hors de l'ensemble.

Critère de Smith : Le gagnant doit appartenir à l'ensemble de Smith.
- Respectent ce critère : la méthode d'élimination de Borda, la méthode de Kemeny-Young, la méthode Nanson, la méthode d'élimination par paire, la méthode Condorcet avec rangement des paires par ordre décroissant, la méthode Schulze, la méthode du min-max de Smith.
- Ne respectent pas ce critère : la méthode Black, la méthode Borda, la méthode Bucklin, la méthode de Coombs, la méthode de Dodgson, le vote alternatif, la méthode du min-max, la somme des défaites.

## Critère de Schwartz
L'ensemble de Schwartz est constitué de la manière suivante 
- Un groupe de tête est un groupe de candidats qui n'ont perdu aucune confrontation avec des candidats qui ne sont pas dans le groupe de tête.
- Un groupe de tête minimal est un groupe de tête qui ne contient pas de groupe de tête plus petit.
- L'ensemble de Schwartz est constitué de tous les candidats appartenant à au moins un groupe de tête minimal.

Critère de Schwartz : Le gagnant doit appartenir à l'ensemble de Schwartz.

## Critères d'invulnérabilité aux votes tactiques
Un électeur ne doit pas pouvoir améliorer les chances d'obtenir l'élection d'un candidat qu'il préfère en le reculant sur la liste de ses préférences. 
Un électeur ne doit pas pouvoir réduire les chances d'élection d'un candidat qu'il préfèrerait voir battu en l'avançant sur la liste de ses préférences. 
Un électeur ne doit pas pouvoir améliorer les chances d'obtenir l'élection d'un candidat qu'il préfère en jouant sur la place relative de deux autres adversaires qu'il place derrière (par exemple : choisir l'adversaire le plus mauvais possible dans la perspective d'un duel final).

### Sources
- (en) Cet article contient des portions de texte issues de l'article en anglais : Criteria de Black Cretney